# Ипуби
Ипуби (порт. Ipubi) — муниципалитет в Бразилии, входит в штат Пернамбуку. Составная часть мезорегиона Сертан штата Пернамбуку. Входит в экономико-статистический микрорегион Арарипина. Население составляет 25 893 человека на 2007 год. Занимает площадь 666 км². Плотность населения — 39 чел./км².
Праздник города — 2 марта. 

## История
Город основан в 1958 году.

## Статистика
- Валовой внутренний продукт на 2005 год составляет 58 683 000 реалов (данные: Бразильский институт географии и статистики).
- Валовой внутренний продукт на душу населения на 2005 год составляет 2427 реалов (данные: Бразильский институт географии и статистики).
- Индекс развития человеческого потенциала на 2000 год составляет 0,6 (данные: Программа развития ООН).